# 馬里烏斯·沃拉茲里

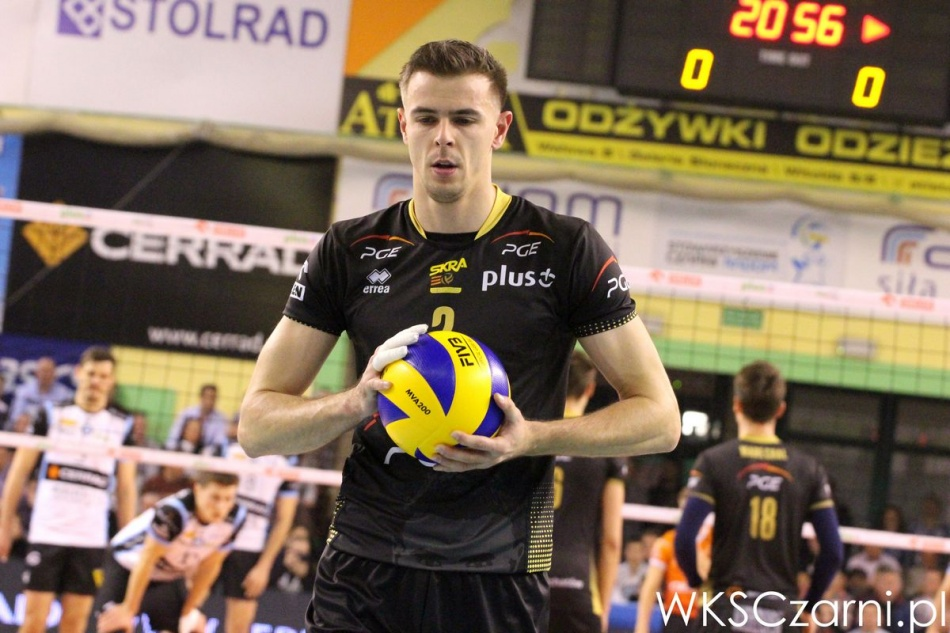
馬里烏斯·沃拉茲里

馬里烏斯·沃拉茲里（波蘭語：Mariusz Wlazły；1983年8月4日—）是一位波蘭排球運動員。他效力於波蘭排球聯賽球隊PGE Skra Bełchatów。他也代表波蘭國家排球隊參賽，參加了2014年世界排球錦標賽。

## 外部鏈接
- 馬里烏斯·沃拉茲里在European Volleyball Confederation（英语）
- 馬里烏斯·沃拉茲里在WorldofVolley（英语）
- 馬里烏斯·沃拉茲里在Olympics.com（英语）
- 馬里烏斯·沃拉茲里在Olympedia（英语）